# Mètodes numèrics per a equacions en derivades parcials
Els mètodes numèrics per a equacions en derivades parcials és la branca de l'anàlisi numèrica que estudia la solució numèrica d'equacions en derivades parcials (PDE).
En principi, existeixen mètodes especialitzats per a equacions en derivades parcials hiperbòliques, parabòliques o el·líptiques.

## Visió general dels mètodes

### Mètode de diferències finites
En aquest mètode, les funcions es representen pels seus valors en determinats punts de la quadrícula i les derivades s'aproximen mitjançant diferències en aquests valors (Mètode de diferències finites).

### Mètode de línies
El mètode de rectes (MOL, NMOL, NUMOL) és una tècnica per resoldre equacions en derivades parcials (PDE) en què totes les dimensions excepte una estan discretitzades. MOL permet utilitzar mètodes i programari estàndard de propòsit general, desenvolupats per a la integració numèrica d'equacions diferencials ordinàries (ODE) i equacions algebraiques diferencials (DAE). Al llarg dels anys s'han desenvolupat un gran nombre de rutines d'integració en molts llenguatges de programació diferents, i algunes s'han publicat com a recursos de codi obert.
El mètode de les línies es refereix més sovint a la construcció o anàlisi de mètodes numèrics per a equacions en derivades parcials que procedeix discretitzant primer només les derivades espacials i deixant la variable de temps contínua. Això condueix a un sistema d'equacions diferencials ordinàries al qual es pot aplicar un mètode numèric per a equacions ordinàries de valor inicial. El mètode de les línies en aquest context es remunta almenys a principis dels anys 60.

### Mètode dels elements finits
El mètode dels elements finits (FEM) és una tècnica numèrica per trobar solucions aproximades a problemes de valors de contorn d'equacions diferencials. Utilitza mètodes variacionals (el càlcul de variacions) per minimitzar una funció d'error i produir una solució estable. De manera anàloga a la idea que connectar moltes línies rectes minúscules pot aproximar un cercle més gran, FEM engloba tots els mètodes per connectar moltes equacions d'elements simples sobre molts subdominis petits, anomenats elements finits, per aproximar una equació més complexa sobre un domini més gran (Anàlisi d'elements finits).

### Mètode de discretització del gradient
El mètode de discretització del gradient (GDM) és una tècnica numèrica que inclou alguns mètodes estàndard o recents. Es basa en l'aproximació separada d'una funció i del seu gradient. Les propietats del nucli permeten la convergència del mètode per a una sèrie de problemes lineals i no lineals i, per tant, tots els mètodes que entren al marc GDM (element finit conforme i no conforme, element finit mixt, diferència finita mimètica...) hereten aquestes propietats de convergència.

### Mètode de volum finit
El mètode de volum finit és una tècnica numèrica per representar i avaluar equacions diferencials parcials en forma d'equacions algebraiques [LeVeque, 2002; Toro, 1999]. De manera similar al mètode de diferències finites o mètode d'elements finits, els valors es calculen en llocs discrets d'una geometria de malla. "Volum finit" es refereix al petit volum que envolta cada punt de node d'una malla. En el mètode de volum finit, les integrals de volum d'una equació diferencial parcial que contenen un terme de divergència es converteixen en integrals de superfície, utilitzant el teorema de la divergència. A continuació, aquests termes s'avaluen com a fluxos a les superfícies de cada volum finit. Com que el flux que entra en un volum donat és idèntic al que surt del volum adjacent, aquests mètodes són conservadors. Un altre avantatge del mètode de volum finit és que es formula fàcilment per permetre malles no estructurades. El mètode s'utilitza en molts paquets de dinàmica de fluids computacional (Mètode del volum finit).

### Mètode espectral
Els mètodes espectrals són tècniques utilitzades en matemàtiques aplicades i informàtica científica per resoldre numèricament determinades equacions diferencials, sovint implicant l'ús de la transformada ràpida de Fourier. La idea és escriure la solució de l'equació diferencial com una suma de determinades "funcions de base" (per exemple, com una sèrie de Fourier, que és una suma de sinusoides) i després triar els coeficients de la suma que millor satisfan el diferencial equació.
Els mètodes espectrals i els mètodes d'elements finits estan estretament relacionats i construïts a partir de les mateixes idees; la principal diferència entre ells és que els mètodes espectrals utilitzen funcions de base que són diferents de zero en tot el domini, mentre que els mètodes d'elements finits utilitzen funcions de base que són diferents de zero només en subdominis petits. En altres paraules, els mètodes espectrals adopten un enfocament global mentre que els mètodes d'elements finits utilitzen un enfocament local. En part per aquest motiu, els mètodes espectrals tenen excel·lents propietats d'error, sent l'anomenada "convergència exponencial" la més ràpida possible, quan la solució és suau. Tanmateix, no es coneixen resultats de captura de xoc espectral de domini únic tridimensional. A la comunitat d'elements finits, un mètode on el grau dels elements és molt alt o augmenta a mesura que el paràmetre de la quadrícula h disminueix a zero s'anomena de vegades mètode d'elements espectrals.

### Mètodes sense malla
Els mètodes Meshfree no requereixen una malla que connecti els punts de dades del domini de simulació. Els mètodes Meshfree permeten la simulació d'alguns tipus de problemes difícils d'altra banda, a costa d'un temps informàtic addicional i un esforç de programació (Mètodes sense malla).

### Mètodes de descomposició del domini
Els mètodes de descomposició de domini resolen un problema de valor de límit dividint-lo en problemes de valor de límit més petits en subdominis i iterant per coordinar la solució entre subdominis adjacents. S'utilitza un problema gruixut amb una o poques incògnites per subdomini per coordinar encara més la solució entre els subdominis globalment. Els problemes dels subdominis són independents, la qual cosa fa que els mètodes de descomposició de dominis siguin adequats per a la computació paral·lela. Els mètodes de descomposició de domini s'utilitzen normalment com a condicionadors previs per als mètodes iteratius de l'espai Krylov, com ara el mètode del gradient conjugat o GMRES.
En els mètodes de descomposició de dominis superposats, els subdominis es superposen més que la interfície. Els mètodes de descomposició de dominis superposats inclouen el mètode alternatiu de Schwarz i el mètode de Schwarz additiu. Molts mètodes de descomposició de dominis es poden escriure i analitzar com un cas especial del mètode de Schwarz additiu abstracte.

### Mètodes multigrid
Els mètodes multigrid (MG) en anàlisi numèrica són un grup d'algorismes per resoldre equacions diferencials mitjançant una jerarquia de discretitzacions. Són un exemple d'una classe de tècniques anomenades mètodes multiresolució, molt útils en problemes (però no limitats a) que presenten múltiples escales de comportament. Per exemple, molts mètodes bàsics de relaxació presenten diferents taxes de convergència per a components de longitud d'ona curta i llarga, cosa que suggereix que aquestes escales diferents es tracten de manera diferent, com en un enfocament d'anàlisi de Fourier a multigrid. Els mètodes MG es poden utilitzar com a solucionadors i també com a precondicionadors.

## Comparació
El mètode de diferències finites sovint es considera el mètode més senzill d'aprendre i utilitzar. Els mètodes d'elements finits i de volum finit s'utilitzen àmpliament en enginyeria i en dinàmica de fluids computacional, i s'adapten bé a problemes en geometries complicades. Els mètodes espectrals són generalment els més precisos, sempre que les solucions siguin prou suaus.